# Héctor Puebla
Héctor Puebla Saavedra  (La Ligua, Chile, 10 de julio de 1955) es un exfutbolista chileno, más conocido por su apodo "El Ligua”, en honor a su ciudad natal. Es uno de los más grandes ídolos de Cobreloa, club en el que jugó por más de 16 años, logrando erigirse como el jugador que más campeonatos ha conseguido vistiendo la camiseta naranja, el que más partidos ha disputado y el único que sobrevivió a todos los cambios de entrenadores y esquemas por varios años en el club de Calama.

## Carrera
Se inició en su zona natal para luego probar suerte en Lota Schwager, llegó en 1977 y estuvo en ese club hasta 1979. Siempre se le llamó el "siete pulmones" y en Lota quedó demostrado desde un inicio. Singularmente jugaba de puntero izquierdo, velocísimo, encarador y dribleaba a cuanto marcador se le ponía de frente, llevándolo en carrera hasta la línea final donde normalmente lanzaba algún centro para el ariete de turno.
Puebla llegó a Cobreloa durante la magnífica temporada de 1980, proveniente del equipo carbonero, Lota Schwager. El entrenador que lo trajo a Calama fue Vicente Cantatore, porque lo conoció en el cuadro sureño. En ese tiempo el “Ligua” jugaba de delantero, pero con los años lo fueron retrasando, hasta que llegó al puesto de defensa donde se transformó en uno de los pilares de la institución. Ganó con los “zorros del desierto” cinco títulos nacionales (1980, 1982,1985, 1988 y 1992), una Copa Chile (1986) y obtuvo dos subcampeonatos de la Copa Libertadores de América (1981 y 1982). En esos primeros años en Cobreloa  fue tentado por el Flamengo de Brasil, pero la dirigencia minera no quiso despotenciar un plantel de élite. Pero no solo por sus logros es recordado en el valle del Loa, se le recuerda también su entrega en la cancha, su férrea marca, el amor que tenía a la camiseta que vestía, su enorme garra y su espíritu guerrero.
Fue capitán de Cobreloa entre 1990 y 1996. Su último partido oficial lo jugó en diciembre de 1996 contra Universidad Católica en San Carlos de Apoquindo: Allí, cuando fue sustituido, todo el estadio lo ovacionó de pie, y entregó la jineta de capitán. Su despedida oficial fue realizada en el Estadio Municipal de Calama, en febrero de 1997, en un amistoso contra Antofagasta, con 41 años se convirtió en uno de los jugadores de campo más longevos en mantenerse activos, y a su retiro ostenta un rendimiento extraordinario y un palmarés admirable.
Actualmente vive en su ciudad natal, donde es conocido como "Tito".[cita requerida]

## Selección nacional
Por la Selección chilena, el “siete pulmones” (como lo apodó el relator Pedro Carcuro, en homenaje al gran Rubén Marcos) jugó en numerosas ocasiones, siendo las más importantes las actuaciones realizadas en los procesos eliminatorios para el Mundial de México 86 e Italia 90, en los que Chile quedó eliminado. Asimismo integró el plantel subcampeón de Copa América 1987 y el plantel de Copa América 1989. En esa última copa tuvo la difícil misión de marcar al talentoso mediocampista de la selección trasandina, Diego Armando Maradona. En esa oportunidad (al igual que en un amistoso con Argentina en el estadio Monumental de Buenos Aires en 1985) anuló al 10 argentino, siendo elogiado por la prensa deportiva y premiado por su actuación. Con el “dios argentino” intercambió camisetas en 1989, misma que le había negado Maradona como capitán argentino en 1985. Siempre destacó en las concentraciones de la selección, en el Complejo Juan Pinto Durán, por presentar los mejores números en los diversos exámenes físicos realizados a los planteles.  
Su carrera por la selección chilena concluyó con el retiro del equipo en el recordado Maracanazo, sanciones en cuestión al combinado nacional determinaron el fin de su ciclo como internacional. 

### Participaciones en Copa América
| Torneo            | Sede      | Resultado     |
| ----------------- | --------- | ------------- |
| Copa América 1987 | Argentina | Subcampeón    |
| Copa América 1989 | Brasil    | Primera ronda |

### Participaciones en eliminatorias sudamericanas
| Eliminatorias                    | Equipo | Resultado     |
| -------------------------------- | ------ | ------------- |
| Eliminatorias Sudamericanas 1986 | Chile  | Eliminado     |
| Eliminatorias Sudamericanas 1990 | Chile  | Descalificado |

## Clubes
| Club          | País  | Año       |
| ------------- | ----- | --------- |
| Lota Schwager | Chile | 1977-1979 |
| Cobreloa      | Chile | 1980-1996 |

## Palmarés

### Campeonatos nacionales
| Título           | Club     | País  | Año  |
| ---------------- | -------- | ----- | ---- |
| Primera División | Cobreloa | Chile | 1980 |
| Primera División | Cobreloa | Chile | 1982 |
| Primera División | Cobreloa | Chile | 1985 |
| Copa Chile       | Cobreloa | Chile | 1986 |
| Primera División | Cobreloa | Chile | 1988 |
| Primera División | Cobreloa | Chile | 1992 |

### Otros torneos oficiales
| Título                    | Club     | País  | Año  |
| ------------------------- | -------- | ----- | ---- |
| Liguilla Pre-Libertadores | Cobreloa | Chile | 1981 |
| Liguilla Pre-Libertadores | Cobreloa | Chile | 1986 |
| Liguilla Pre-Libertadores | Cobreloa | Chile | 1993 |

| Predecesor: Hugo Tabilo | Capitán de Cobreloa 1990-1996 | Sucesor: Fernando Cornejo |